# Dig-it
Dig-it N.V. was een Belgische geluidsopnamestudio, die actief was van 1973 t/m 1987.
De 24-spoorstudio heeft vele Belgische en buitenlandse hits geproduceerd. De eigenaar Luc Ardyns kwam uit de Belgische rockband John Woolley and Just Born.
De studio verhuisde in 1982 naar Heist op den Berg en wijzigde de naam in Harry's Studio. De opnamestudio was voorzien van de allerlaatste technieken.
Door het falen van een van de aandeelhouders werd de vennootschap ontbonden, en werd de studio ontmanteld in 1987.

## Enkele Belgische hits
- You - Scooter
- Don't Talk to the Liar - The Bet
- Hotel Paradiso - Luk van Kessel
- Acrosticon - Isopoda
- Madrigals - De Elegasten
- Witte Nachten - Madou
- Tonight - Rick Tubbax & Taxi's
- Wall of Sound - Killer